# Коэльо, Бруно
Бруну Алешандре Диаш Коэлью (порт. Bruno Alexandre Dias Coelho; род. 1 августа 1987, Синтра) — португальский футболист, игрок в мини-футбол. Нападающий клуба «Рига» и сборной Португалии по мини-футболу.

## Клубная карьера
Коэлью рос в Лиссабоне, с детства он болел за «Бенфику» и мечтал стать профессиональным футболистом.
В 2011 году Коэлью стал игроком мини-футбольной «Бенфики», а с сезона 2017/18 стал капитаном команды.
В 2020 году после 9 лет в португальском клубе Коэлью перешёл в парижский клуб «ACCS», с которым стал чемпионом Франции.
В июне 2021 года Коэлью перешел в итальянский клуб «Наполи», заключив контракт на два года. Однако уже в августе 2022 года вернулся в «Бенфику».

## Карьера в сборной
С 2010 года Коэлью является игроком Сборной Португалии по мини-футболу. В 2018 году он выиграл Чемпионат Европы в финале которого оформил дубль и принёс победу, а в 2021 Чемпионат мира. В 2022 году Коэлью в составе сборной смог повторить успех на европейском первенстве.

## Достижения
«Бенфика»
- Чемпион Португалии (3): 2011/12, 2014/15, 2018/19
- Обладатель Кубка Португалии (4): 2011/12, 2014/15, 2016/17, 2022/23
- Обладатель Кубка португальской лиги (4): 2017/18, 2018/19, 2019/20, 2022/23
- Обладатель Суперкубка Португалии (5): 2011, 2012, 2015, 2016, 2023

«ACCS»
- Чемпион Франции: 2020/21

Сборная Португалии
- Чемпион мира: 2021
- Чемпион Европы (2): 2018, 2022